# Þorskafjarðarheiði
Þorskafjarðarheiði är en hed i republiken Island.   Den ligger i regionen Västfjordarna, i den västra delen av landet, 180 km norr om huvudstaden Reykjavík.